# Baldomero Gili
Baldomero Gili Roig (en catalán: Baldomer Gili i Roig; Lérida, 19 de octubre de 1873-Barcelona, 31 de diciembre de 1926) fue un pintor, fotógrafo y dibujante español. En diversas ocasiones fue presidente de la sección de pintura del Real Círculo Artístico de Barcelona.
La pintura de figura es la temática que más singulariza la obra de Baldomero Gili Roig dentro del panorama artístico catalán a principios de siglo XX; el cultivo del paisaje es, por otra parte, el género donde aplica con mayor decisión algunas de las pequeñas libertades técnicas que le distancian, moderadamente, del tradicionalismo más académico, y el tema que, sobre todo en los últimos años de su vida, irá consolidándose y que toma protagonismo en la pintura costumbrista.

## Biografía

### Formación

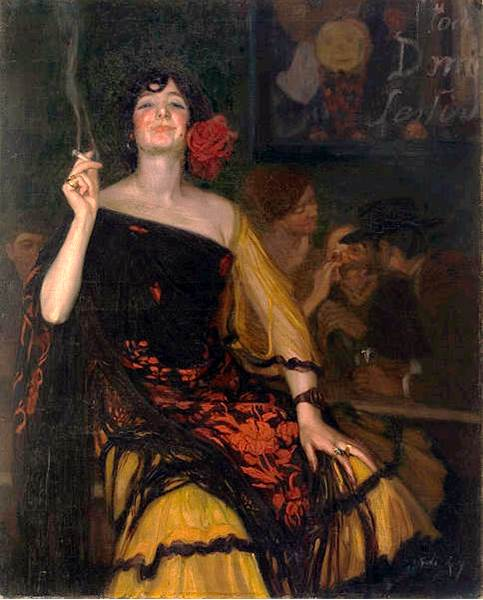
La Ricitos

Su padre era profesor y editor. Su hermano, Gustavo Gili (1868-1945), se convirtió en el fundador de la Editorial Gustavo Gili, una importante empresa editorial. En 1882, la familia se trasladó a Irún, donde comenzó sus primeras lecciones de arte con José Salís Camino, un pintor de marinas y seguidor de Camille Corot. 
En 1888 regresó junto con su familia a Cataluña y se instalaron en Barcelona, donde continuó sus estudios en la Escuela de la Lonja con el maestro valenciano Luis Franco que le aportó el conocimiento de la luminosidad de los sorollistas. Dos años después, Gili Roig decidió irse a Madrid matriculándose en la Escuela Especial de Pintura, Escultura y Grabado y asistiendo a las clases que impartía Alejo Vera, antiguo discípulo de Federico Madrazo.

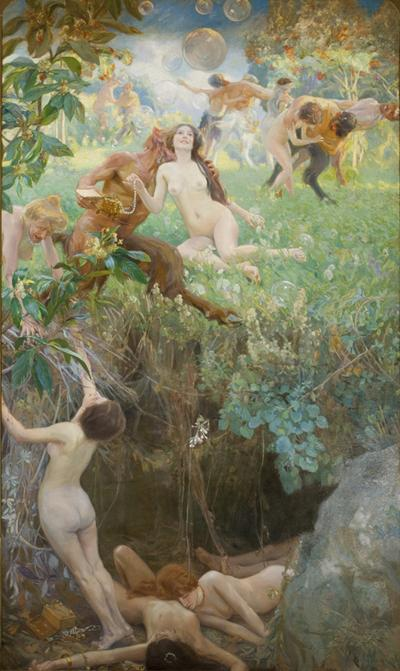
Abismo

Con veinticuatro años, en 1897, viajó a Munich para seguir estudios en la Academia Oficial de Bellas Artes, pero la Guerra de Independencia cubana y la crisis de 1898, le obligaron a regresar a Barcelona, después de una primera exposición en la Sala Parés de esta ciudad realiza otra en 1900 en Lérida gracias a la cual y a la ayuda de Jaime Morera, consiguió una pensión de la Diputación de Lérida para una estancia en Italia por espacio de tres años. La ciudad escogida fue Roma, en aquellos tiempos capital de la modernidad, elección que marcó profundamente el carácter artístico de Baldomero Gili; el hecho se encuentra en que la inspiración estética del pintor no radica en la bohemia marginal de París, sino en el realismo cotidiano y el historicismo, elementos propios del entorno romano.
En Italia se instaló en Frascati, pequeña población cercana a Roma, primero en un convento de capuchinos y, posteriormente, en la villa Strolhfern. Allí es donde realizó Sol de invierno (1900) la primera obra que presentó a la Diputación como demostración de los frutos dados por la beca. Posteriormente, otras obras realizadas en esta época las presentaría en el Salón Nacional de París 1903.

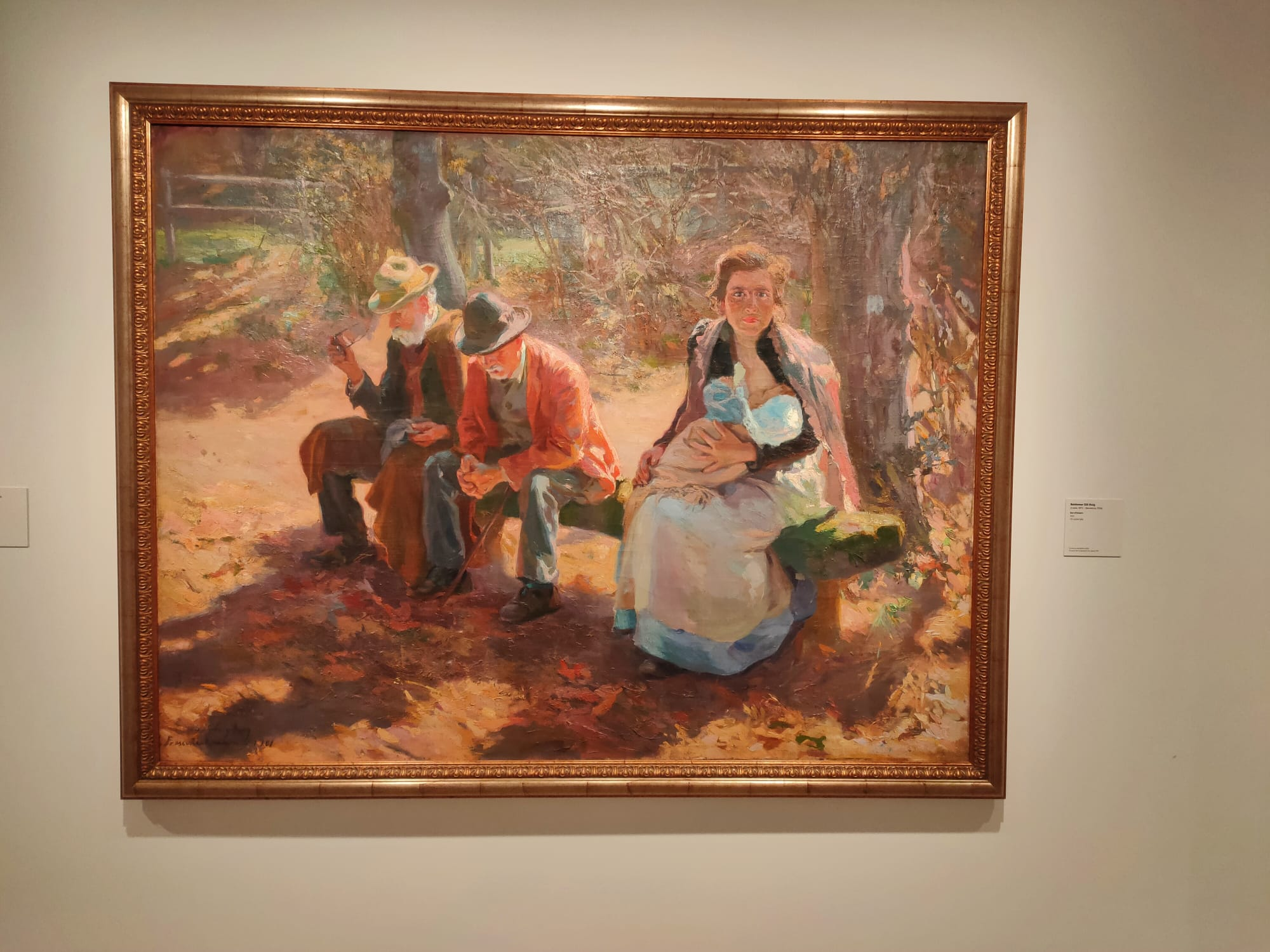
Cuadro Sol de invierno (1900)

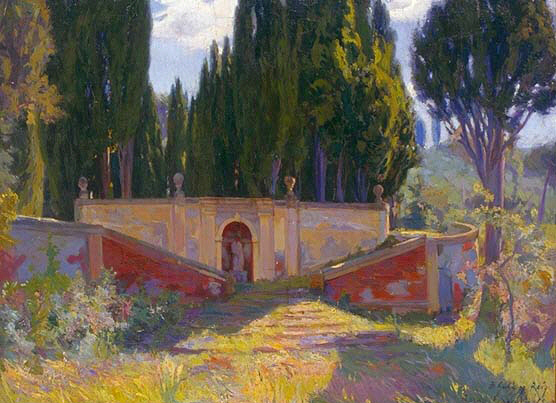
Jardín de la Villa Falconieri, obra realizada en Itàlia.

Conectado con los ambientes artísticos de Roma, en esta época jugó con un simbolismo que iría surgiendo esporádicamente en su obra, y que lo acercó más al Art Nouveau que en aquellos momentos ocupaba artísticamente Europa. En 1901 participó en la Exposición Nacional de Bellas Artes de Madrid, en la que obtuvo la tercera medalla con la obra Rincón de jardín.
La Diputación de Lérida le concedió, el 15 de mayo de 1903, una prórroga de un año a su pensión de estancia en Italia. La juventud y la relativa independencia que le otorgaba esta ayuda económica permitieron a Gili Roig conocer no sólo las ciudades más importantes de Italia -Venecia, Florencia, Pisa, Nápoles, Pompeya, Génova o Turín- sino también viajar por Francia y conocer París, Marsella, Lyon y Bayona. Ese mismo año participó en la Exposición Internacional de Atenas, en la que se le concedió la segunda medalla con la obra Paisaje crepuscular.
En 1904 ganó el Primer Premio en el Concurso de Paneles Decorativos Juan Llusà Puig de Barcelona con el boceto de la obra Abismo. Comenzó a pintar el cuadro en Roma pero lo acabó en la Ciudad Condal al año siguiente, en 1905, para presentarlo a la Exposición Concurso Llusà al Círculo Artístico el mes de enero de ese mismo año.

### Vida en Barcelona
Después de su estancia de cuatro años en Italia, el pintor se instaló definitivamente en Barcelona, donde empezó un nuevo periodo en su carrera artística como dibujante, cartelista e ilustrador para publicaciones como Pèl & Ploma, L'Esquella de la Torratxa, Blanco y Negro o El Mundo Ilustrado. Algunos de los dibujos publicados en estas revistas estaban firmados con el seudónimo de «L'Alegret».

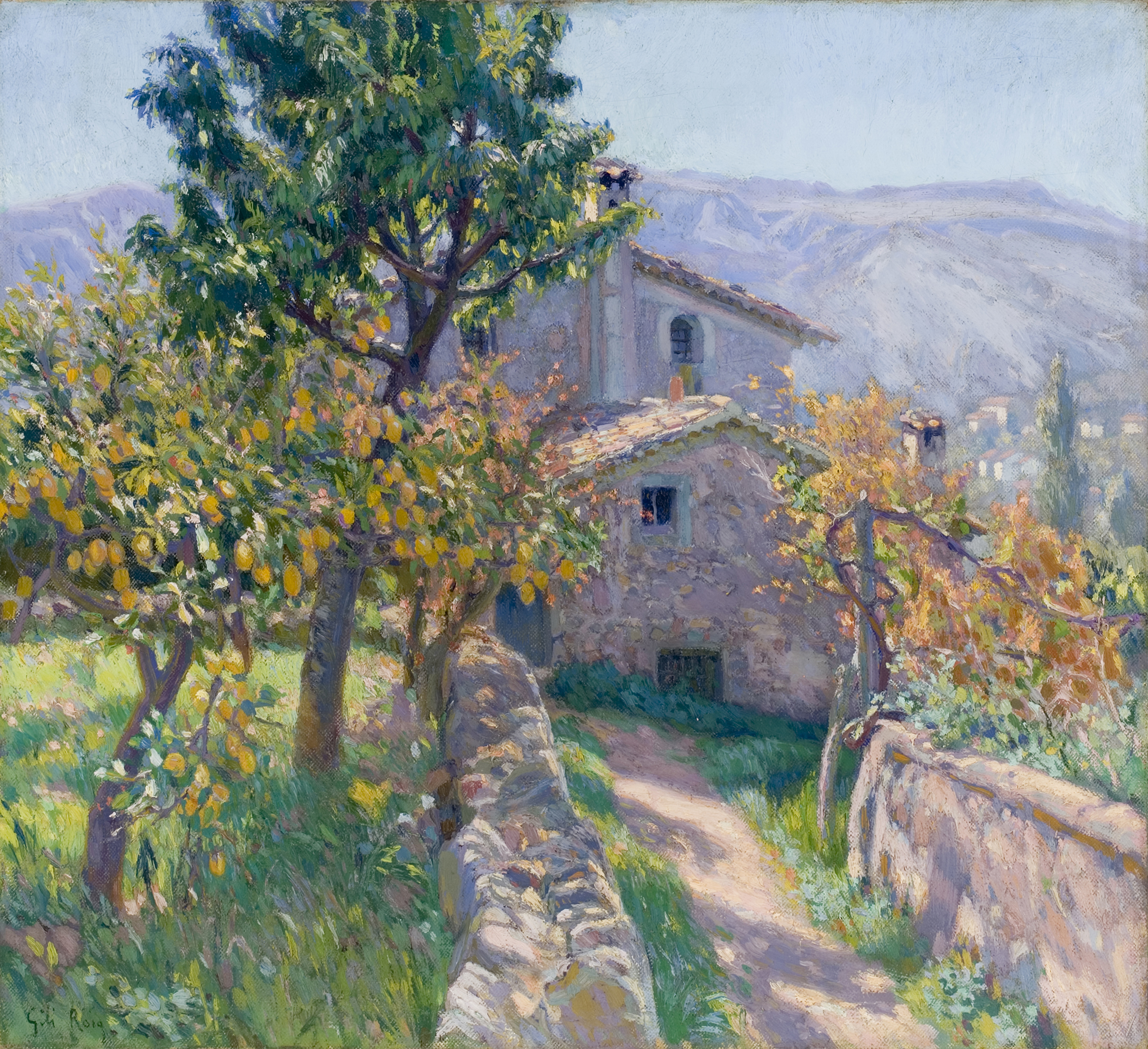
Ermita de montaña

En la capital catalana durante el año 1907 se le concedió por su obra Leda la tercera medalla en la Exposición Internacional de Arte. Expuso en la Sala Parés una serie de obras pintadas en Roma y participó en la exposición «Autorretratos de artistas españoles» en el Palacio de Bellas Artes de Barcelona, con la obra El espejo de mi estudio. Al año siguiente consiguió la segunda medalla en la Exposición Nacional de Madrid por la obra Soberbia, mientras que en el 1912 participó también en Madrid con seis obras: Vida, La Ricitos, El hogar del pescador, Cabeza de estudio, Fuenterrabía y Seis notas de color. Este mismo año formó parte en la organización de la «Exposición de Artistas Leridanos» que se celebró en La Paeria de Lérida contribuyendo en la muestra con trece pinturas. También participó con su amigo Jaume Morera en la creación del futuro Museo de Arte de Lérida que posteriormente recibió el nombre de Museo de Arte Jaime Morera.

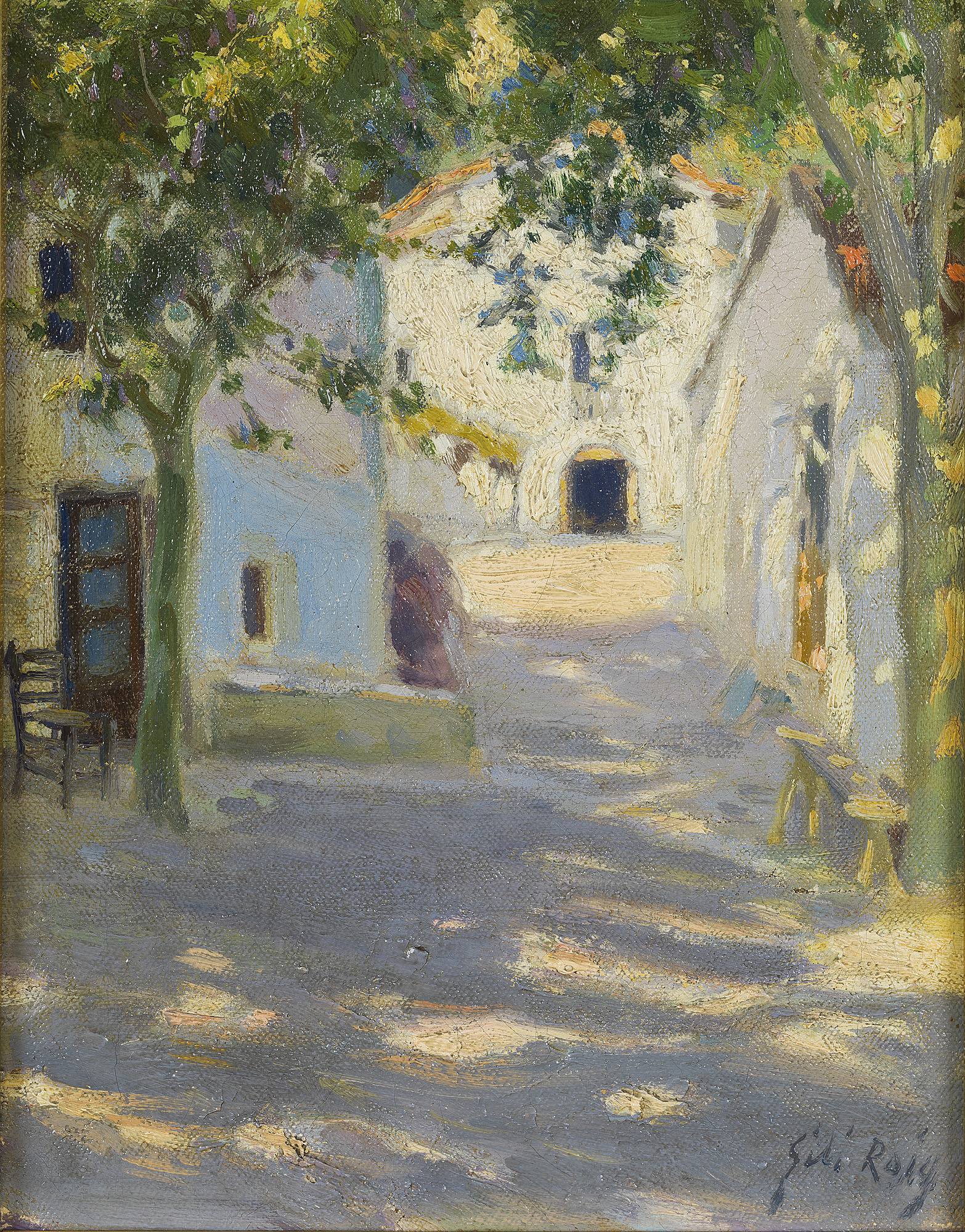
Calle al sol, c.1900. Fundació Rafael Masó

El año 1915 fue el de su matrimonio con Dolors Moros Almena con quien tuvo cuatro hijos. Los siguientes años fueron de trabajo intenso y participación en exposiciones nacionales e internacionales, consiguiendo fama y premios entre los que destaca la primera medalla en la Exposición Universal de Panamá de 1916 o con su obra La Ricitos en la Exposición Española de París de 1920. En julio de 1925 viajó a Argentina donde hizo una exposición en diversas ciudades como Buenos Aires, Rosario, Ciudad de Mendoza y Ciudad de Santa Fe, después realizó otra en Montevideo y regresó a Barcelona en el mes de diciembre, donde falleció en 1926 a la edad de 53 años.

## Fotografía y dramaturgia
En otros ámbitos artísticos sobresalió como fotógrafo y escribió varias obras de teatro.
El 26 de junio de 1909 estrenó en el Teatro Apolo de Barcelona, la obra Canción de la Ninfa escrita con el seudónimo de «Emilio Roig» con música de Pedro E. de Ferrán. En total escribió nueve obras -no estrenadas- de teatro musical realizadas junto con el escritor Luis González López.
Desde el año 1900 Gili Roig siempre iba acompañado con una cámara fotográfica que le ayudaba a captar el punto de vista que después plasmaba en sus telas. Fruto de este trabajo, su archivo documental contiene más de un millar de placas fotográficas de vidrio, con imágenes de muchos lugares y personas que pasaron por su vida y que los descendientes del pintor donaron al Museo de Arte Jaime Morera el año 2009.

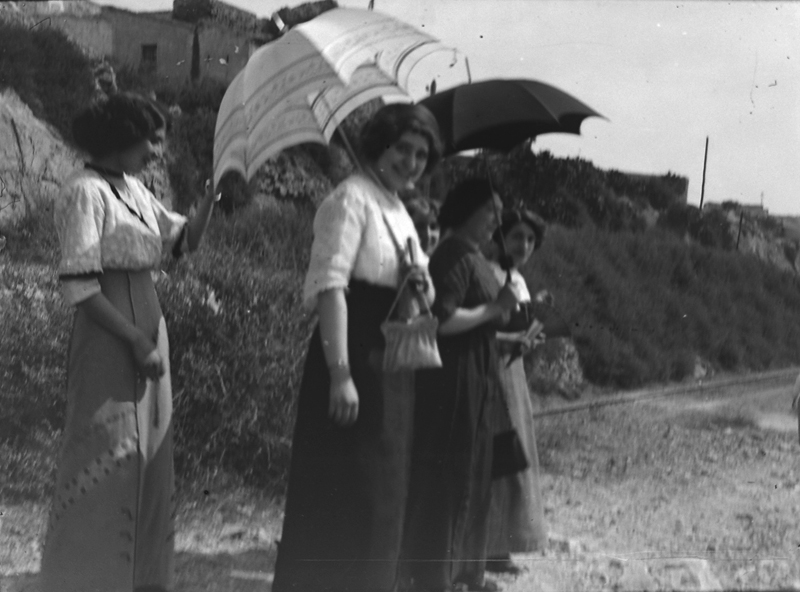
Mujeres (Tarragona)
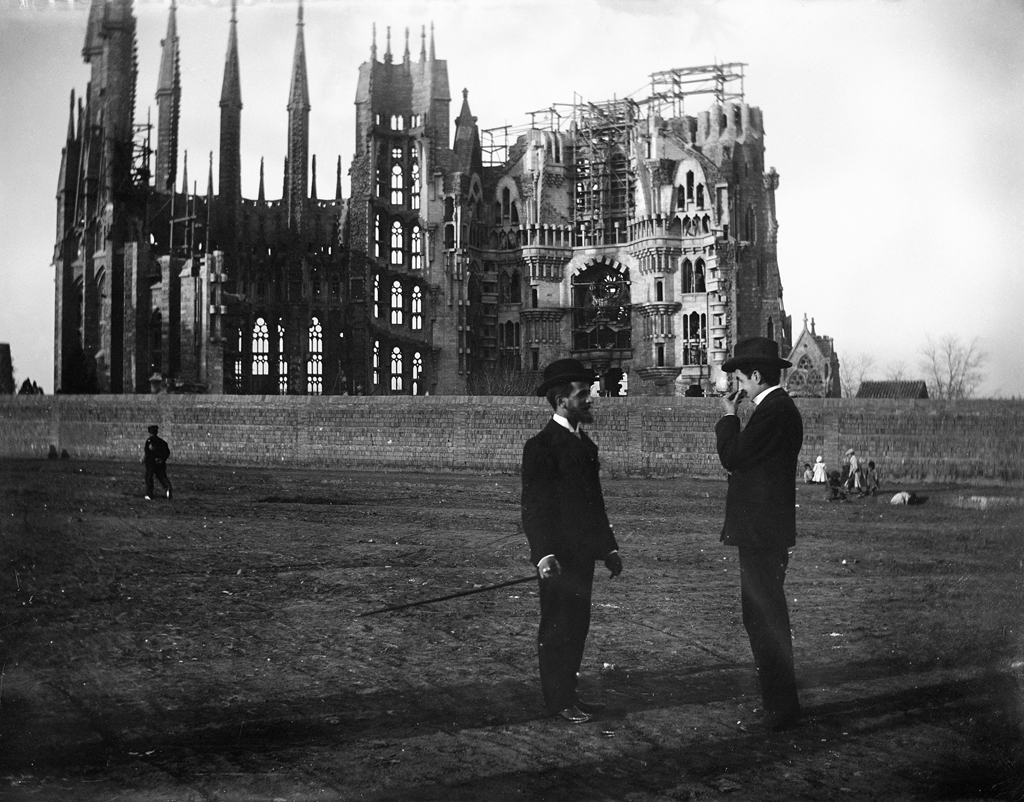
Sagrada Familia (Barcelona)
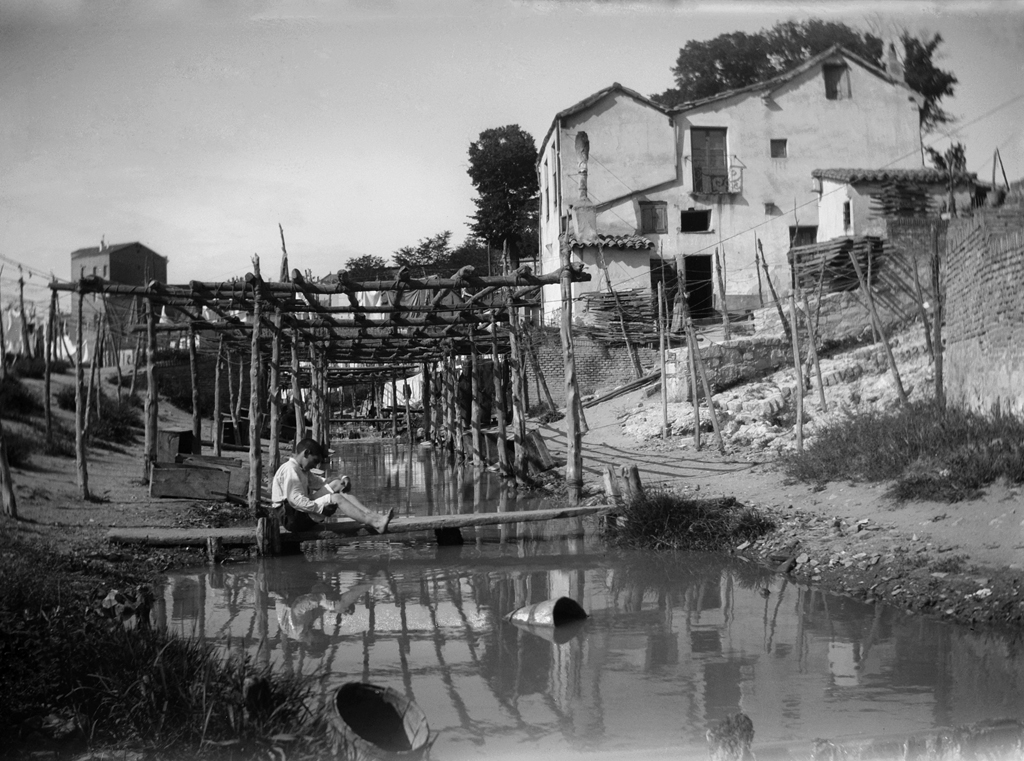
Lavaderos del río Manzanares (Madrid)
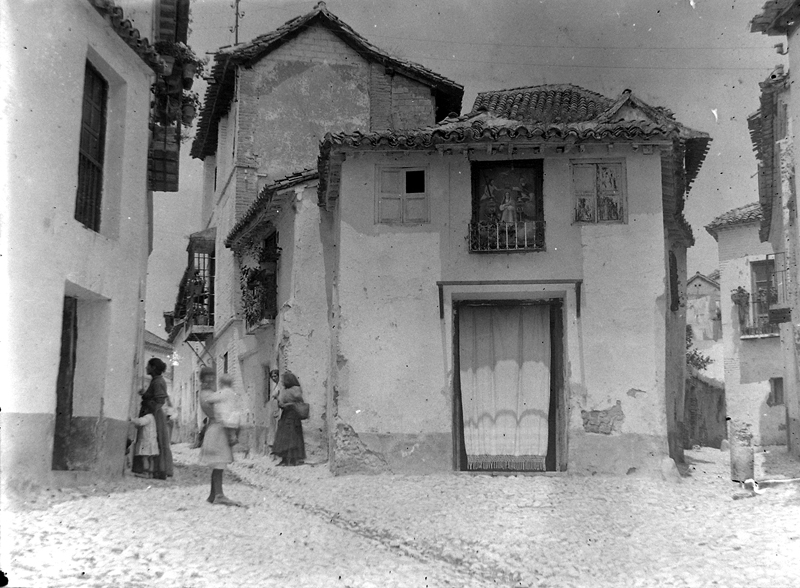
Fuenterrabía